# لایف‌استایلز کاندومز
لایف‌استایلز کاندومز (انگلیسی: LifeStyles Condoms) یک برند کاندوم است که توسط شرکت استرالیایی سابق آنسل ساخته شده است که قبلاً با نام پسیفیک دانلوپ لیمیتد (Pacific Dunlop Limited) شناخته می‌شد. در سال ۲۰۱۷، آنسل کسب و کار کاندوم خود را به مبلغ بیش از ۶۰۰ میلیون دلار به یک کنسرسیوم چینی فروخت. (Lifestyles HealthCare و سایر برندهای کاندوم وابسته به Ansell: Skyn (مارک کاندوم غیر لاتکسی که در سطح جهانی فروخته می‌شود)، Blowtex (فروش در برزیل)، LifeStyles (فروش در استرالیا و ایالات متحده)، Manix/ Mates (فروش در اروپا: فرانسه، انگلستان) و کشورهای دیگر)، Unimil (فروش در لهستان)، Jissbon (فروش در چین)).